# Cầu Bernardyński ở Bydgoszcz
Cầu Bernardyński ở Bydgoszcz (tiếng Ba Lan: Most Bernardyński w Bydgoszczy) là cây cầu đường bộ và đường xe điện bắc qua sông Brda, nằm trong khu Phố cổ tại thành phố Bydgoszcz, miền bắc Ba Lan.

## Mô tả
Cầu Bernardyński ở Bydgoszcz có tổng chiều dài là 66,6 mét. Cây cầu này bắc qua sông Brda, để nối liền giữa phố Bernardyńska sầm uất với các phố ở bờ sông bên kia đó là: Wały Jagiellońskie, Toruńska và Jagiellońska. Trên cầu còn có một tuyến đường ray dành cho xe điện.
Đây là một trong những lộ tuyến giao thông quan trọng ở thành phố Bydgoszcz. Theo thống kê năm 2006, mỗi giờ có khoảng 1960 phương tiện đi qua cây cầu này.

## Lịch sử
Tiền thân của cầu Bernardyński là một cây cầu thép phục vụ giao thông vào giai đoạn 1872 - 1945. Tên gọi đầu tiên của cầu là Kaiserbrücke (tiếng Đức). Cây cầu này đã bị phá hủy trong Thế chiến thứ hai.
Cầu Bernardyński hiện nay bắt đầu được xây dựng vào năm 1960. Tác giả thiết kế công trình này là kỹ sư Maksymilian Wolff. Cây cầu chính thức đi vào sử dụng từ ngày 31 tháng 12 năm 1963. Từ năm 2005, cầu Bernardyński có thêm hệ thống chiếu sáng vào ban đêm. Đợt trùng tu cầu gần nhất diễn ra vào năm 2019.

## Hình ảnh

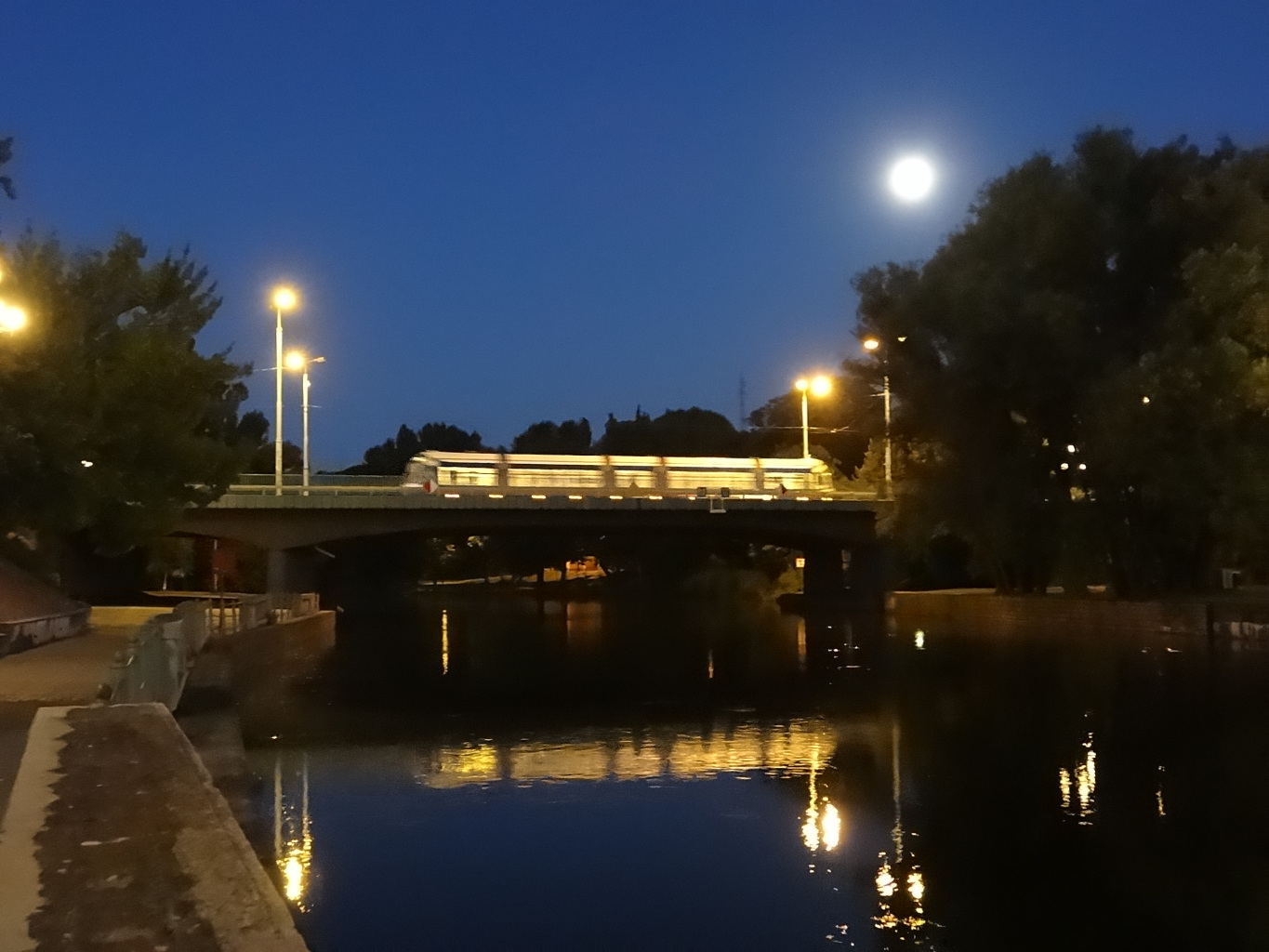
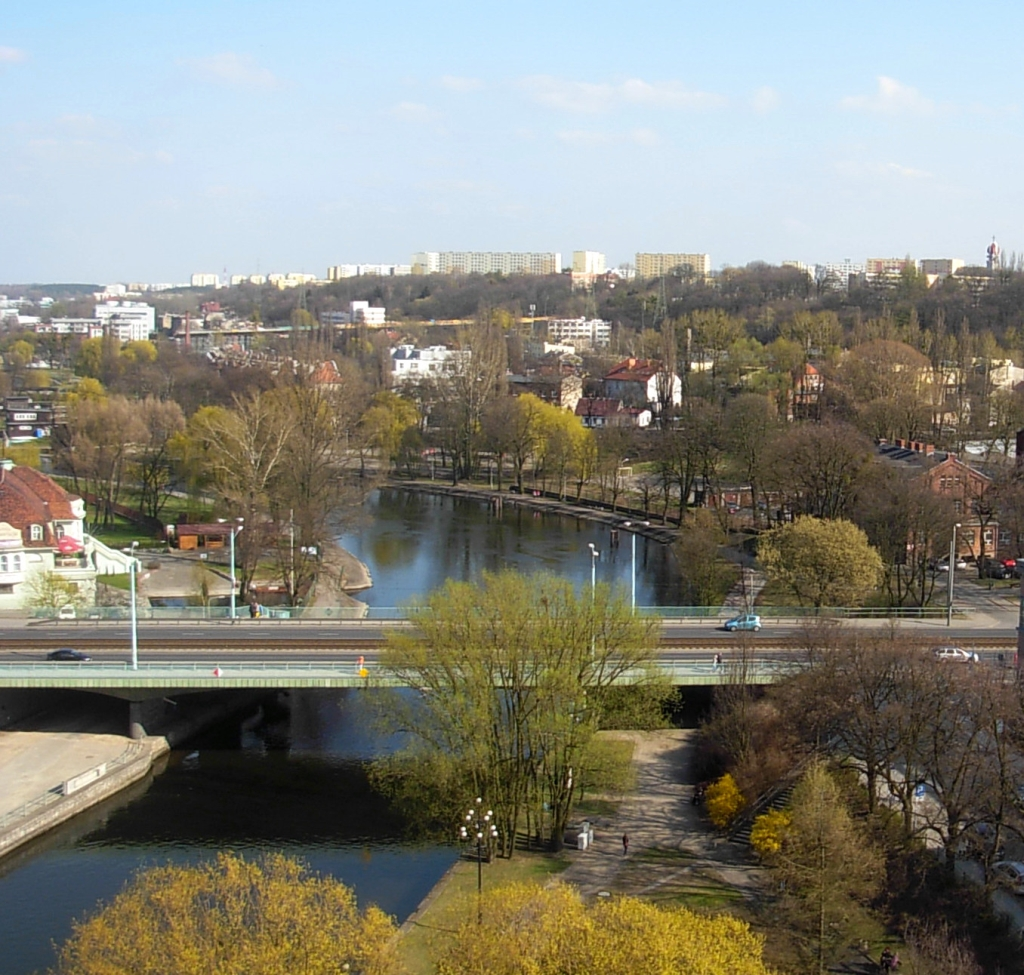
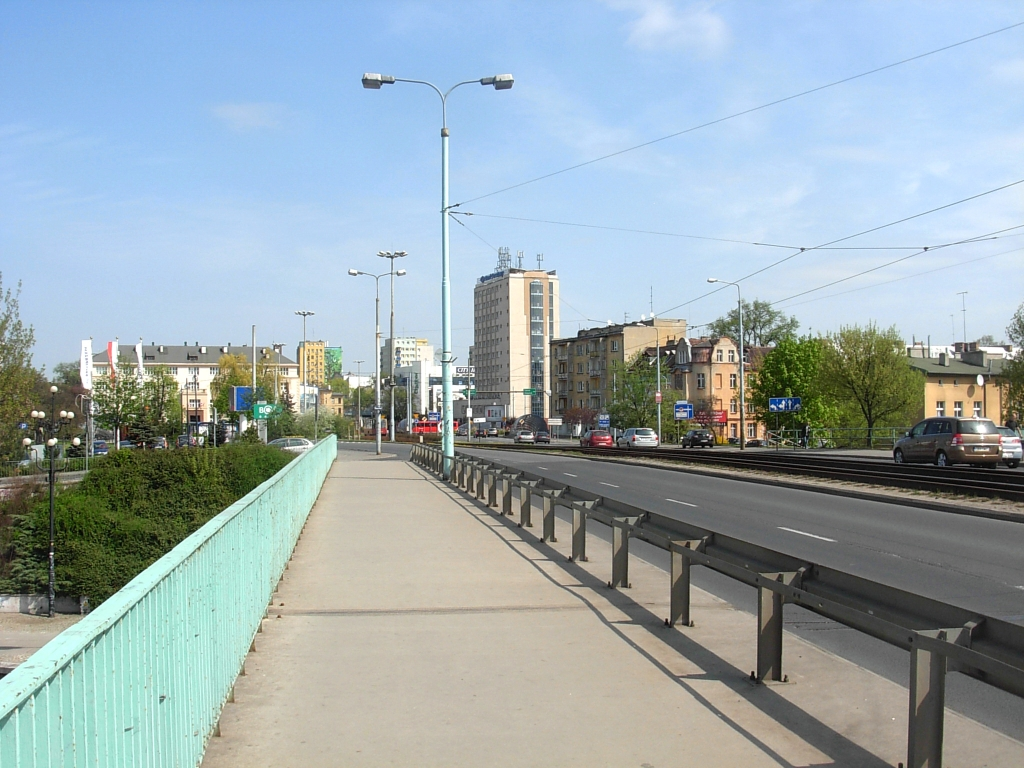

## Tên gọi
Tên gọi của cầu qua các thời kỳ:
- 1872 - 1920:[2] Kaiserbrücke
- 1920 - 1939: Bernardyński
- 1939 - 1945: Kaiserbrücke
- Từ năm 1963: Bernardyński